# Piotr Tworzewski
Piotr Tworzewski (ur. 1955) – polski matematyk, profesor nauk matematycznych, profesor zwyczajny Uniwersytetu Jagiellońskiego.

## Życiorys
Ukończył Technikum Hutniczo-Mechaniczne w Ostrowcu Świętokrzyskim.
W 1975 podjął studia na Wydziale Matematyki i Fizyki Uniwersytetu Jagiellońskiego, uzyskując w 1980 magisterium.
Po studiach rozpoczął pracę na Uniwersytecie Jagiellońskim, przechodząc tam wszystkie stopnie kariery akademickiej.
Doktorat prowadzony przez profesora Tadeusza Winiarskiego
obronił w 1984, następnie w 1996 uzyskał habilitację a w 1999 otrzymał tytuł
profesora nauk matematycznych.
W latach 1993–1999 pełnił funkcję zastępcy dyrektora ds. dydaktycznych Instytutu Matematyki UJ.  W latach 1999–2003 pełnił funkcję prodziekana Wydziału Matematyki, Fizyki i Informatyki UJ, a w latach 2003-2005 – prodziekana Wydziału Matematyki i Informatyki UJ.
W latach 2005–2012 pełnił funkcję prorektora Uniwersytetu Jagiellońskiego w Krakowie.
W latach 2006–2013 był kierownikiem Katedry Geometrii Analitycznej i Algebraicznej w Instytucie Matematyki UJ a od 2013 jest kierownikiem Katedry Geometrii Analitycznej.
W roku akademickim 2020/21 otrzymał Nagrodę Rektora UJ za wybitne osiągnięcia dydaktyczne Pro Arte Docendi. 
Pracował również w Akademii Pedagogicznej w Krakowie oraz w Państwowej Wyższej Szkole Zawodowej w Tarnowie.
Obszar jego zainteresowań naukowych stanowi zespolona geometria analityczna.

## Odznaczenia i wyróżnienia
Odznaczony Krzyżem Kawalerskim (2014), Złotym Krzyżem Zasługi (1998) oraz Medalem Komisji Edukacji Narodowej (1996).